# تغيير مفاهيمي
التغيير المفاهيمي أو التغير المفاهيمي (بالإنجليزية: Conceptual change) هو العملية التي تتغير فيها المفاهيم والعلاقات فيما بينها على مدار حياة الفرد أو عبر التاريخ. وقد سعت الأبحاث في أربعة مجالات مختلفة -علم النفس المعرفي، وعلم النفس النمائي المعرفي، وتعليم العلوم، وتاريخ وفلسفة العلوم- إلى فهم هذه العملية. في الواقع، أدى تقارب هذه المجالات الأربعة، في سعيها لفهم كيفية تغير المفاهيم من حيث المحتوى والتنظيم، إلى ظهور مجال فرعي متعدد التخصصات قائم بذاته. ويُشار إلى هذا المجال الفرعي باسم أبحاث "التغيير المفاهيمي".